# Willis Roberts
Willis Augusto Roberts De león (nacido el 19 de junio de 1975 en San Cristóbal) es un ex lanzador de relevo dominicano que jugó en la Liga Mayor de Béisbol. Roberts fue firmado por los Tigres de Detroit como amateur en 1992. Se quedó con la organización de los Tigres de 1992 a 1999. Llegó a las Grandes Ligas en 1999 y jugó para los Tigres de Detroit, Rojos de Cincinnati, Orioles de Baltimore y Piratas de Pittsburgh hasta 2004.

## Carrera
Roberts hizo su debut en Grandes Ligas el 2 de julio de 1999 con los Tigres de Detroit contra los Mellizos de Minnesota en el Hubert H. Humphrey Metrodome, con 12,033 personas que asistieron al juego. Roberts relevó a Will Brunson en el sexto inning, lanzando una entrada y un tercio. Los Tigres perdieron el juego 11-4.
Roberts fue puesto en libertad por los Tigres el 1 de febrero de 2000 y de inmediato se unió a los Rojos de Cincinnati como agente libre. A Roberts se le concedió la agencia libre el 18 de octubre y firmó con los Orioles el 16 de noviembre. En la temporada de 2002 , Roberts fue el más exitoso en impedir jonrones, permitiendo sólo cinco jonrones en 75 innings. Su tasa de jonrones fue de aproximadamente un jonrón permitido por cada dieciocho entradas lanzadas, ó 0.6 jonrones por cada nueve entradas. Roberts jugó tres temporadas con los Orioles antes de concedérsele la agencia libre el 17 de octubre de 2003. El 20 de enero de 2004, Roberts firmó con los Piratas de Pittsburgh como agente libre. Jugó su último partido con los Piratas de Pittsburgh el 13 de agosto de 2004, retirándose tan sólo siete días después. Los Mets de Nueva York firmaron a Roberts con un contrato de ligas menores antes de la temporada de 2005, pero no jugó para ellos.